# Mathieu Biron
Mathieu Biron (* 29. April 1980 in Lac-Saint-Charles, Québec) ist ein ehemaliger kanadischer Eishockeyspieler, der im Verlauf seiner aktiven Karriere zwischen 1997 und 2012 unter anderem 253 Spiele für die New York Islanders, Tampa Bay Lightning, Florida Panthers und Washington Capitals in der National Hockey League (NHL) auf der Position des Verteidigers bestritten hat. Darüber hinaus absolvierte Biron zwei Spielzeiten in der Deutschen Eishockey Liga (DEL) für die Frankfurt Lions und Hamburg Freezers. Sein älterer Bruder Martin Biron war ebenfalls professioneller Eishockeyspieler in der NHL.

## Karriere
Biron spielte in seiner Juniorenzeit für die Cataractes de Shawinigan aus der Ligue de hockey junior majeur du Québec (LHJMQ). Im NHL Entry Draft 1998 wurde er von den Los Angeles Kings in der ersten Runde des an 21. Stelle ausgewählt. Die Kings tauschten den Kanadier, bevor er überhaupt ein Spiel für sie bestritten hatte, am 19. Juni 1999 zusammen mit Olli Jokinen, Josh Green und einem Erstrunden-Wahlrecht im NHL Entry Draft 1999 gegen Žigmund Pálffy, Bryan Smolinski, Marcel Cousineau sowie einem Viertrunden-Wahlrecht im selben Draft zu den New York Islanders.
Der Verteidiger konnte sich bei den Islanders allerdings nicht durchsetzen und wurde mit einem Zweitrunden-Draftrecht zu den Tampa Bay Lightning, die als Gegenleistung Adrian Aucoin über den NHL Waiver Draft zu den Columbus Blue Jackets, die ihn sofort gegen Petr Tenkrát von den Florida Panthers eintauschten. Nach dem Lockout in der SNHL-Saison 2004/05, den er kurzzeitig bei den Prolab de Thetford Mines in der Ligue Nord-Américaine de Hockey (LNAH) überbrückt hatte, unterschrieb Biron einen Einjahresvertrag bei den Washington Capitals und wechselte nach einer Spielzeit – ebenfalls als Free Agent – zu den San Jose Sharks, wo er allerdings nur für das Farmteam, die Worcester Sharks, in der American Hockey League (AHL) auf dem Eis stand. Noch während der Saison wurde der Kanadier von den Sharks gegen Patrick Traverse zu den Canadiens de Montréal getauscht, kam jedoch auch hier nur in der AHL bei den Hamilton Bulldogs zum Einsatz. Mit dem Team konnte Biron am Ende der Saison 2006/07 den Gewinn des Calder Cup feiern.
Nach einem weiteren Jahr bei den Bulldogs unterschrieb der Abwehrspieler zur Saison 2008/09 einen Vertrag bei den Frankfurt Lions aus der Deutschen Eishockey Liga (DEL). Zur Spielzeit 2009/10 wechselte er innerhalb der Liga zu den Hamburg Freezers, für die er bis zum Ende der Saison spielte. Danach war er zunächst auf der Suche nach einem neuen Arbeitgeber, bevor er Mitte Dezember 2010 einen Vertrag bei den Isothermic de Thetford Mines aus der semiprofessionellen LNAH erhielt. Dort spielte er sporadisch bis zum Sommer 2012, ehe der 32-Jährige seine Spielerlaufbahn beendete. Nachdem er 2012 mit dem Eishockeysport aufgehört hatte, wurde er in Lévis (Provinz Québec) Feuerwehrmann.

### International
Mit der kanadischen U20-Auswahl nahm Biron an der U20-Junioren-Weltmeisterschaft 2000 teil, bei der er mit dem Team die Bronzemedaille gewann. Obwohl er selbst in sieben Spielen punktlos blieb, konnte er mit seinen Defensivleistungen derart überzeugen, dass er am Turnierende als einer von zwei Abwehrspielern ins All-Star-Team gewählt wurde.
Mit der A-Nationalmannschaft nahm Biron am Deutschland Cup 2008 teil.

## Erfolge und Auszeichnungen
- 1998 Teilnahme am CHL Top Prospects Game
- 1998 LHJMQ All-Rookie Team
- 1998 CHL All-Rookie Team
- 2007 Calder-Cup-Gewinn mit den Hamilton Bulldogs

### International
- 2000 Bronzemedaille bei der U20-Junioren-Weltmeisterschaft
- 2000 All-Star-Team der U20-Junioren-Weltmeisterschaft

## Karrierestatistik

### International
Vertrat Kanada bei:
- U20-Junioren-Weltmeisterschaft 2000

(Legende zur Spielerstatistik: Sp oder GP = absolvierte Spiele; T oder G = erzielte Tore; V oder A = erzielte Assists; Pkt oder Pts = erzielte Scorerpunkte; SM oder PIM = erhaltene Strafminuten; +/− = Plus/Minus-Bilanz; PP = erzielte Überzahltore; SH = erzielte Unterzahltore; GW = erzielte Siegtore; 1 Play-downs/Relegation; Kursiv: Statistik nicht vollständig)